# Tiio Söderhielm
Tiio Söderhielm (* 17. August 1984 in Östersund) ist ein ehemaliger schwedischer Skilangläufer.

## Werdegang
Söderhielm gab im November 2006 sein Debüt im Skilanglauf-Weltcup über 15 km Freistil in Gällivare und erreichte dort Platz 82. Im Dezember 2006 erreichte er über 15 km Freistil in Vuokatti sein erstes Top-10-Ergebnis im Scandinavian Cup. Im März 2007 startete Söderhielm bei zwei Rennen des Balkan Cups bei Bursa und wurde dort Dritter über 10 km klassisch und siegte über 15 km Freistil. Im November 2009 lief er beim Weltcup in Beitostølen als Startläufer der schwedischen Staffel, die das Rennen auf Platz sechs beendete. Seine ersten und einzigen Weltcuppunkte erzielte Söderhielm im November 2013 beim Nordic Opening in Kuusamo, wo er auf der zweiten Etappe über 10 km klassisch Platz 23 erreichte. Letztmals im Weltcup startete er im Januar 2019 in Ulricehamn, wobei er den 42. Platz über 15 km Freistil und den zehnten Platz mit der Staffel errang. Im Scandinavian Cup erzielte er sein bestes Ergebnis im Februar 2010 in Gjøvik, wo er im 30-km-Massenstartrennen in der klassischen Technik Rang vier belegte. In den Jahren 2010, 2018 und 2019 wurde er schwedischer Meister mit der Staffel von Åsarna IK.

## Siege bei Continental-Cup-Rennen
| Nr. | Datum         | Ort            | Disziplin                      | Serie      |
| --- | ------------- | -------------- | ------------------------------ | ---------- |
| 1.  | 30. März 2007 | Bursa / Uludağ | 15 km Freistil Individualstart | Balkan Cup |

## Statistik

### Platzierungen im Biathlon-Weltcup
Die Tabelle zeigt alle Platzierungen (je nach Austragungsjahr einschließlich Olympische Spiele und Weltmeisterschaften).
- 1.–3. Platz: Anzahl der Podiumsplatzierungen
- Top 10: Anzahl der Platzierungen unter den ersten zehn (einschließlich Podium)
- Punkteränge: Anzahl der Platzierungen innerhalb der Punkteränge (einschließlich Podium und Top 10)
- Starts: Anzahl gelaufener Rennen in der jeweiligen Disziplin
- Staffel: inklusive Mixed- und Single-Mixed-Staffeln

| Platzierung         | Einzel | Sprint | Verfolgung | Massenstart | Staffel | Gesamt |
| ------------------- | ------ | ------ | ---------- | ----------- | ------- | ------ |
| 1. Platz            |        |        |            |             |         |        |
| 2. Platz            |        |        |            |             |         |        |
| 3. Platz            |        |        |            |             |         |        |
| Top 10              |        |        |            |             |         |        |
| Punkteränge         |        |        |            |             |         |        |
| Starts              |        | 2      |            |             |         | 2      |
| Stand: Karriereende |        |        |            |             |         |        |